# Monster High (film 2022)
Monster High (Monster High: The Movie) è un film per la televisione del 2022 diretto da Todd Holland e basato sulla linea di bambole della Mattel Monster High, a sua volta basata sui Mostri della Universal. Il film è stato trasmesso su Paramount+ e Nickelodeon il 6 ottobre 2022.

## Trama
Clawdeen Wolf è una ragazza metà umana e metà licantropo che viene invitata alla Monster High, una scuola per mostri, dove dovrà però nascondere la sua parte umana dato che per i mostri gli umani sono una grande minaccia.
Arrivata alla Monster High farà amicizia con Frankie Stein, figlia di Frankenstein e Draculaura, figlia del Conte Dracula, a cui piace praticare la stregoneria anche se proibita, che la aiuteranno a trovare la formula di Hyde, ex-studente anche lui metà umano che fu espulso dopo che scoprirono la sua parte umana e poi ucciso, che potrà farla diventare completamente un mostro.
Scopriranno poi che anche il professore Komos, che aveva raccontato a loro la storia di Edward Hyde, è in realtà suo figlio anche lui metà umano che vuole bere la formula per diventare completamente un mostro. Dopo averla bevuta diventa un mostro in grado di assorbire i poteri degli altri mostri e le ragazze, bloccate nel laboratorio di Hyde situato nel cimitero della scuola insieme a Komos, vanno in diretta per chiedere aiuto ai loro compagni di scuola. Arrivati, Komos assorbe i poteri di Deuce, figlio di Medusa e lo pietrifica. Clawdeen, innamorata di lui, è assetata di vendetta e così si trasforma in umana, cosa che succede solo quando prova forti emozioni, e mostra a tutti il suo lato umano. Col telefono di Cleo, figlia de La Mummia ed ex-fidanzata di Deuce, fa vedere a Komos il suo riflesso nella fotocamera del cellulare in modo che si pietrifichi e, dopo essere stato sconfitto, tutti i mostri a cui erano stati rubati i poteri li riacquisiscono e quindi Deuce è salvo.
Il giorno dopo il padre di Clawdeen va alla Monster High così possono tornare entrambi nel mondo umano ma la Preside decide di non espellere Clawdeen perché ha dimostrato di avere un 'cuore da vero mostro' e permette a Draculaura di praticare la stregoneria. Alla fine le tre amiche festeggiano la rimanenza di Clawdeen alla Monster High.
In un luogo sconosciuto, una strega misteriosa sta osservando tutto attraverso una sfera di cristallo e sta pianificando di liberarsi dei vampiri tra cui Draculaura.

## Produzione
Il film è stato annunciato nel febbraio del 2021 come parte del secondo reboot del franchise basato sulla linea di bamble Monster High, insieme ad una nuova serie animata.
A novembre dello stesso anno vengono annunciati il cast e il regista del film.

## Promozione
Il primo trailer è stato diffuso sul canale YouTube ufficiale della Nickelodeon il 30 giugno 2022..

## Distribuzione
Negli Stati Uniti il film è uscito il 6 ottobre 2022 su Paramount+ e Nickelodeon mentre in Italia il giorno dopo sulla medesima piattaforma streaming. Il film riscuote un grande successo, oltre 300.000 spettatori durante la sua prima.

## Riconoscimenti
- 2023 - Kids' Choice Awards
  - Candidatura al film preferito
- 2023 - Leo Awards
  - Candidatura alla miglior fotografia in un film per la televisione a Tony Mirza
  - Candidatura al miglior montaggio in un film per la televisione a Gordon Rempel
  - Miglior trucco in un film per la televisione a Leah Ehman, Gila Bois, Kiara Desjarlais, Rexford Bangle e Lindsay Pilkey
  - Miglior hairstyling in un film per la televisione a Caroline Dehner, Rita Mooney e Brittin Ireland
  - Candidatura alla miglior coreografia in un film per la televisione a Heather Laura Gray

## Sequel
A ottobre 2022 è stato annunciato il seguito del film, Monster High 2, pubblicato su Paramount+ il 5 ottobre 2023.
Nel 2024 la Mattel Inc., in collaborazione con la Universal Pictures e il produttore premio Oscar Akiva Goldsman, ha iniziato la preproduzione del terzo film della serie, Monster High 3. Successivamente la Universal ne annuncia tuttavia la cancellazione, decisa a proseguire con il franchise in versione cinematografica e non più televisiva.